# مدرسة جمال عبد الناصر الثانوية (اليمن)
مدرسة جمال عبد الناصر الثانوية أو ثانوية عبد الناصر هي أول مدرسة ثانوية حكومية أنشئت في صنعاء عقب قيام ثورة 26 سبتمبر 1962، وتقع وسط العاصمة صنعاء بالقرب من ميدان التحريرعلى شارع الشهيد علي عبد المغني وشارع القصر الجمهوري، وقد أسميت بهذا الاسم منذ إنشائها تخليدًا للرئيس جمال عبد الناصر لمساهمته الفاعلة في دعم الثورة اليمنية وإرسال الجيش المصري لمساندة الجمهورية الوليدة. وفي عام 2013 أعيد بناء المدرسة بشكل حديث وتحولت إلى ثانوية نموذجية للطلاب المتفوقين فقط وتعدلت تسميتها إلى ثانوية عبد الناصر للمتفوقين. تخرج منها معظم خريجي الثانوية العامة في عقد الستينيات من القرن الماضي كونها كانت المدرسة الثانوية الوحيدة في العاصمة صنعاء، ولم يكن يوجد وفي الجمهورية العربية اليمنية سابقًا مدرسة ثانوية سواها إلا في مدرسة واحدة في مدينة تعز. وأصبح معظم الخريجين من المدرسة لاحقًا وزراء ومسؤولين ودكاترة جامعات وأطباء ومهندسين ومتخصصين في كافة المجالات. وتُعد المدرسة اليوم، مدرسة المتفوقين الأولى في اليمن، والتي أنشئت لتقدم تعليماً نوعياً للطلاب المتميزين والموهوبين في البلاد. وتعتبر «المفاضلة» هي الطريقة الوحيدة لقبول الطلاب الراغبين بالالتحاق بالمدرسة، على أن يكون الطلاب المتقدمون للمفاضلة هم الذين حصلوا على 80٪ فما فوق في الصف التاسع، ويتقدم من 900 إلى 1000 طالب سنوياً، ويتم اختيار أفضل 200 طالب منهم عن طريق اختبار القبول والمفاضلة، في مواد الرياضيات والعلوم واللغة الإنجليزية واللغة العربية، واختبار ذكاء يسمى الـ «آي كيو IQ-Test». وليس ذلك فقط، بل إنه في حال حصل طالب على معدل أقل من 80% في نهاية الصف الأول الثانوي، فإنه يتم نقله من المدرسة بأمر وزاري إلى مدرسة أخرى، لضمان بقاء المتفوقين فقط في المدرسة.